# 고마쓰 다쿠미
고마쓰 다쿠미(일본어: 小松 拓幹, 1997년 4월 9일~)는 일본의 축구 선수이다.

## 구단 경력
그는 2020년 J3리그의 가마타마레 사누키에 입단했다.